# 202 př. n. l.

## Úmrtí
- ? – Siang Jü, čínský vojevůdce a státník období rozpadu říše Čchin (* 232 př. n. l.)

## Události
- 19. říjen – bitva u Zamy, Publius Cornelius Scipio Africanus poráží Hannibala, druhá punská válka končí naprostým vítězstvím Říma

## Hlava státu
- Čína – Kao-cu (206 – 195 př. n. l.)
- Seleukovská říše – Antiochos III. Megás (223 – 187 př. n. l.)
- Řecko-baktrijské království – Euthydemus I. (230 – 200 př. n. l.)
- Parthská říše – Arsakés II. (211 – 185 př. n. l.)
- Egypt – Ptolemaios V. Epifanés (204 – 180 př. n. l.)
- Bosporská říše – Hygiainon (220 – 200 př. n. l.)
- Pontus – Mithridates III. (220 – 185 př. n. l.)
- Kappadokie – Ariarathes IV. (220 – 163 př. n. l.)
- Bithýnie – Prusias I. (228 – 182 př. n. l.)
- Pergamon – Attalos I. (241 – 197 př. n. l.)
- Sparta – Nabis (206 – 192 př. n. l.)
- Athény – Proxenides (203 – 202 př. n. l.) » Euthycritus (202 – 201 př. n. l.)
- Makedonie – Filip V. (221 – 179 př. n. l.)
- Epirus – vláda épeiroské ligy (231 – 167 př. n. l.)
- Římská republika – konzulové M. Servilius Pulex Geminus a Tiberius Claudius Nero (202 př. n. l.)
- Východní Numidie – Masinissa (206 – 202 př. n. l.)
- Numidie – Masinissa (202 – 148 př. n. l.)